# 伊斯波特 (加利福尼亞州)
伊斯波特（英語：Eastport）是位於美國加利福尼亞州康特拉科斯塔縣的一個非建制地區。該地的面積和人口皆未知。

## 地理
伊斯波特的座標為37°50′23″N 122°10′50″W / 37.83972°N 122.18056°W，而該地的平均海拔高度為256米（即840英尺）。